# Widawa (rzeka)
Widawa (niem. Weide) – rzeka, prawy dopływ Odry o długości 109,03 km. Nazwa rzeki pochodzi od prasłowiańskiego vid – „kręcić, wić się”. 
Źródła Widawy znajdują się we Wzgórzach Twardogórskich na wysokości 222 m n.p.m. we wsi Drołtowice na północny zachód od Sycowa. W pobliżu Namysłowa rzeka zmienia kierunek z południowego na zachodni. Następnie przepływa przez Bierutów. Uchodzi do Odry na 267 kilometrze jej biegu, poniżej Wrocławia, stanowiąc jednocześnie północną granicę miasta. Lewym dopływem Widawy jest Graniczna, a prawymi Oleśnica i Dobra. 
Brzegi Widawy są uregulowane i obwałowane całkowicie lub częściowo. Porasta je sitowie, trzcina i trawa. Przez większą część swego biegu Widawa przepływa szeroką i płaską doliną o niewielkim spadku. Ze względu na płytkie koryto, często zalewa przylegające do niej łąki. Rzeka stanowi centralną arterię wodną Równiny Oleśnickiej. Na Równinie Wrocławskiej tworzy meandry aż do granic Wrocławia. Od tego miejsca jej koryto jest w większości wyprostowane i obwałowane. Odległość od źródła do ujścia rzeki wynosi ok. 49 km, przy długości rzeki wynoszącej ponad 109 km. 
Z lewej strony z Widawą łączy się także kanał powodziowy pozwalający odprowadzać nadmiar wody z Odry. Przebiega on między wrocławskimi osiedlami Strachocin i Swojczyce. Wody Widawy są pozaklasowe (główne wskaźniki: azot azotynowy, fosfor ogólny, miano coli), jedynie powyżej Wrocławia mieszczą się w III klasie czystości (2002 r.) Rzeka w okolicach Bierutowa od lat zarybiana jest pstrągiem.
We Wrocławiu nad Widawą przerzuconych jest 13 przepraw. Według biegu rzeki są to:
- Most Wilczycki
- Mosty Bolesława Krzywoustego
- most kolejowy na linii prowadzącej do Oleśnicy
- kładka piesza w okolicy fortu Lisia Góra (rozebrana przed 2018 r.)
- Most Sołtysowicki
- dwa mosty na terenie dawnego Poligonu Garnizonowego WSOWZM-Golewo (w kwietniu 2010 roku oba rozebrane całkowicie przez Wojsko)
- Most Polanowicki
- Most Krzyżanowicki w Krzyżanowicach przy ul. Mostowej
- most w ciągu autostrady A8
- Most Widawski
- Mosty Dekarskie
- nienazwany most drogowy w Szymanowie
- Most Pęgowski (drogowy oraz kolejowy).